# Stagnola (Wolfango)
Stagnola è il secondo album in studio del gruppo musicale italiano Wolfango, pubblicato il 23 aprile 1999.

## Il disco
La stagnola è il presente.
In continua evoluzione.
Facile da ripensare
leggera, allegra, lucente.
A guardarcisi bene ci si può specchiare.
Occorre maneggiarla con attenzione
ma è molto resistente.
Non manca di carattere.
E' uno style-life low-fi
che scalda il cuore.
Può piacere oppure no.
Sicuramente non vi lascerà indifferenti.
Sicuramente vi conserverà meglio»
(Marco Menardi)
Dopo un precedente e più violento lavoro esce Stagnola. L'album viene prodotto da Giorgio Canali eccetto due tracce, prodotte da Luca Rossi, e vede l'abbandono di Bruno Dorella che viene sostituito da Cristiano Marcelli, ex membro dei Santo Niente. Il disco segue sempre la scia disegnata dal precedente lavoro ma con una produzione più di qualità e canzoni più orecchiabili accostabili alle sonorità post grunge degli Afterhours o, appunto, dei Santo Niente. Dal disco viene estratto il singolo Se tu e il relativo videoclip, diretto da Sergio Pappalettera.
(Sofia Maglione)

## Tracce
1. I ricchi pagano 70.000 – 2:40
2. Annalisa – 2:21
3. Se tu – 2:43
4. Volavia – 1:56
5. Ti ringrazio – 1:55
6. Agrodolce – 2:54
7. Silvester – 2:18
8. Marziano – 4:21
9. Abitudine – 1:56
10. Cicatrice – 2:47
11. Simco – 2:49
12. Perle – 2:12
13. Pomodori – 2:34
14. Lillipuziani – 2:08
15. Stagnola – 2:41

## Formazione
Wolfango
- Marco Menardi - voce principale, basso
- Sofia Maglione - voce in tutte le tracce eccetto Agrodolce e Stagnola; cori; tastiere in Annalisa, Se tu, Volavia, Agrodolce, Silvester, Marziano e Simco
- Cristiano Marcelli - batteria; cori in Ti ringrazio, Abitudine e Lillipuziani

Altri musicisti
- Giorgio Canali - cori in Ti ringrazio e Abitudine
- Luca Rossi - programmazione e campionamenti in Se tu, Silvester e Marziano

### Crediti
- Marco Menardi - testi, musica
- Giorgio Canali - missaggio, produzione, registrazione
- Francesca Carpanelli - co-produttore
- Luca Rossi, Simone Filippi - produzione in Se tu, Silvester, mixing in Se tu, Silvester, Lillipuziani e Perle
- Petulia Mattioli - grafica
- Luca Del Pia - fotografia
- Sofia Maglione - fotografia copertina

## Singoli/Videoclip
- Se tu (CD Promo/videoclip) (diretto da Sergio Pappalettera)